# Giuseppe Ippoliti
Giuseppe Ippoliti (Pergine Valsugana, 1712 — Pergine Valsugana, 12 de fevereiro de 1763) foi um franciscano, historiador, paleógrafo e arquivista italiano.

## Obra
Nasceu em uma família nobre de Pergine. Pouco se sabe de sua vida, toda passada em conventos franciscanos, especialmente o Convento de São Bernardino em Trento, onde deixou a valiosa contribuição pela qual é lembrado: a organização, transcrição e inventariamento de um grande corpo de documentos oficiais do Principado de Trento, levada a cabo entre 1759 e 1762 com a colaboração de outro franciscano, Angelo Maria Zatelli, que juntou-se a ele um ano depois do início do trabalho. A iniciativa se inseriu em um processo de defesa e afirmação dos direitos e da autonomia do Principado através da compilação de documentos dispersos que havia iniciado séculos antes, e cujo primeiro fruto de importância foi o Codex Vangianus, organizado a partir de 1215 por ordem do príncipe-bispo Federico Vanga.
Iniciado por ordem do príncipe-bispo Francesco Felice Alberti de Enno e supervisionado pelo prefeito do Arquivo Episcopal Giovanni Paolo Ciurletti, seguindo critérios definidos pelo chanceler Antonio Quetta, o trabalho resultou na criação de um fundo correspondente à documentação latina existente no Arquivo Secreto Episcopal, com 85 seções, contendo um total de 7.361 itens, entre volumes e documentos avulsos, que cobre o período de 1018 a meados do século XVIII. Além disso, Ippoliti e Zatelli criaram um inventário da documentação organizada, incluindo um resumo do conteúdo de cada documento, num manuscrito de 1.360 fólios, que intitularam Repertorium archivi episcopalis Tridenti. Considerada uma realização monumental, sua importância histórica é aumentada em vista da perda posterior de grande parte dos documentos originais, e segundo o historiador trentino Desiderio Reich, "o Repertorium, para nós, privados dos documentos originais, é a mais importante fonte para o conhecimento da história trentina, ainda mais porque na análise dos documentos sobreviventes constata-se sua invariável fidelidade aos originais". Em 2001 os franciscanos Frumenzio Ghetta e Remo Stenico reeditaram e publicaram com notas e comentários o Repertorium com o título Archivi principatus tridentini regesta: sectio latina (1027-1777). O Arquivo de Estado de Trento atualmente se empenha em catalogar e digitalizar essa documentação.
Ippoliti também deixou outro trabalho de grande vulto na transcrição integral de milhares de outros documentos, compondo um manuscrito em seis volumes intitulado Acta, Documenta, Monumenta, hoje depositado na biblioteca do Convento de São Bernardino. Uma obra menor é uma dissertação histórica e crítica sobre a Medalha de Pietro Balanzano, escrita em 1762. O bispo Alberti muito estimava Ippoliti e desejou que ele escrevesse uma história do Principado, mas a morte o colheu antes de iniciá-la.
Segundo o historiador Gian Maria Varanini, Ippoliti foi um dos principais eruditos de sua geração em atividade no Trentino.